# Wall Street Journal Radio Network
Wall Street Journal Radio Network — подразделение The Wall Street Journal, работавшее до 2014 г..

## История
Служба новостей радио обслуживала более 400 радиостанций по всей Северной Америке и предоставляла различные программы.
12 ноября 2014 г. Dow Jones объявил, что радиосеть Wall Street Journal прекратит свою деятельность в конце года из-за раздела News Corporation: Dow Jones и другие печатные издания перешли новой News Corp, а вещателбные — 21st Century Fox (затем — Fox Corporation в 2019 г.).
В мае 2023 г. Dow Jones запустила потоковый радиоканал WSJ Radio на аудиоплатформе TuneIn, надс озданием которого работали сотрудники Wall Street Journal и дочерних изданий Barron MarketWatch и Investor’s Business Daily.

## Программы
- The Wall Street Journal Report
- The Dow Jones Money Report
- Watching Your Wallet
- Barron’s on Investment
- The Wall Street Journal This Morning
- The Wall Street Journal This Weekend
- The Sports Retort